# Abra (imię)
Abra – imię żeńskie pochodzenia hebrajskiego i arabskiego, spokrewnione z imieniem Abraham o znaczeniu "ojciec wielu". Warianty to Abame, Abarrane, Abrah i Abrahana. 
Obecnie jest to imię rzadko spotykane.
Osoby noszące to imię:
- św. Abra z Poitiers (ur. ok. 343, zm. ok. 360)
- Abra Chouinard (ur. 1975) – amerykańska aktorka
- Abra Moore (ur. 1969) – amerykańska piosenkarka i autorka piosenek
- Abra Prentice Wilkin (ur. 1942) – amerykańska filantropka